# Nemesi felkelés
A nemesi felkelés vagy inszurrekció (latinul insurrectio) a közép- és újkori Magyarország egyik alapvető hadszervezési formája, amely ténylegesen az 1809-es győri csatáig maradt fenn. A felkelés résztvevőit inszurgensnek (latinul insurgens) nevezték.

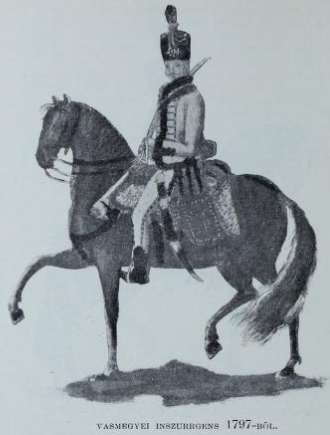
Inszurgens 1797-ből

## Története
A katonai intézmény története a 13. századig nyúlik vissza, amikor az 1222., 1231. és 1267. évi uralkodói aranybullák akként rendelkeztek, hogy az ország megtámadása esetén a nemesek személyesen vonulnak hadba az uralkodó zászlaja alatt. Ez egyfajta kötelezettség volt, ugyanakkor nemesi privilégiumként is felfogható volt, hiszen a nemesek által előállított haderőt az ország határain túl nem vethették be. Az általában gyengén felszerelt, kevés katonai tapasztalattal rendelkező, ezért kis harcértékű, könnyűlovas nemesi csapatokat az Anjou-korban már külföldi hadjáratokhoz is igénybe vették. A későbbi évszázadokban veszített jelentőségéből. Az 1397. évi temesvári országgyűlés rendelkezése értelmében a nemesi felkelés csak abban az esetben volt életre hívható, ha a király és a bárók kezében összpontosuló határvidék-védelmi stratégiák csődöt mondtak. Vezetője a király, illetve távollétében a nádor volt.
A véres kard szertehordozása jelezte a nemesi felkelés kezdetét, erre indultak a nemesek hadba. Története korai időszakában még törzszászlók, később egyik-másik főtiszt zászlója alá gyűltek, rendszerint az országgyűlés rendeletére. A nemesi felkelés lehetett egyetemes vagy részleges aszerint, hogy az egész ország vagy annak valamely része szólíttatott fegyverbe. Hadszervezeti formájában alapvetően különbözött a bandériumtól. A felkelésben minden nemes személyesen, az uralkodó, illetve a nádor mint az ország főkapitánya vezérlete alatt vett részt, míg a bandériumot az ország zászlósurai saját vezetésük és zászlajuk alatt, összetoborzott harcosokból állították ki az országgyűlés megbízása szerint. A nemesség saját költségén szerelte fel magát és viselte a felkelés kiadásait. A birtokos nemességet ezen felül a jobbágyok számához viszonyított ún. portalis insurrectio is terhelte. Betegek, öregek, több kiskorú gyermekkel bírók, egyetlen fiak, egyháziak, köztisztviselők, tanárok, orvosok, sebészek, özvegyek, kiskorú árvák s katonák nem tartoztak a nemesi felkelésben részt venni. Az inszurrekció tisztjeit, éspedig a lovasságot kivétel nélkül a megye, a gyalogságot pedig kapitánytól lefelé a megye, a törzstiszteket már a nádor, de a megye ajánlatára nevezte ki. A katonai fegyelmet az 1808. évi XI. törvénycikk részletesen szabályozta.
Hunyadi Mátyás idején, a fekete sereg megszervezése után jelentősége háttérbe szorult, a 16. századtól, a török hódoltságtól pedig a kerületi főkapitányságok fennhatósága alá kerülő inszurrekció honvédelmi szerepe gyakorlatilag megszűnt. A nemesség azonban ezt követően is ragaszkodott a nemesi felkelés intézményének fenntartásához, ez a kötelezettség legitimálta ugyanis adómentességüket.
Az utolsó inszurrekcióra 1809-ben, a napóleoni háborúk alatt került sor, az egyes vármegyék úgynevezett nemesi felkelési pénztárai vagy nemesi felkelési alapjai (latin szóval fundus insurrectionalis concurrentionalis) még a 19. század második harmadában is működtek, és az alapban lévő tőke kamataiból számos közművelődési intézményt (múzeumokat, egyesületeket, társaságokat stb.) hoztak létre.

## Inszurrekció a művészetben
A nemesi felkelésekről számos toborzó, buzdító jellegű dal született. Jókai Mór Névtelen vár című regényében kettő ilyen dalt említ:
Lóra, magyar, lásd, mi zavar és a Sárga csizmás Miska sárba jár.
Sárga csizmás Miska sárba jár,

Panni patakon túl reá vár,

Ne várd Panni Miskát, mert a sár

Miatt nem jöhet, Csizma sárba jár.

Jóllehet a sártul jöhetne,

A vizen át mégsem mehetne,

A padot el hozta volt az ár viz,

Panni, Miska semmiben nem migy.

Jóllehet az ár viz el apad,

Visza csuszot az el uszot pad,

Ne várd, Panni, Miskát a kutyák

Ugatyák, fél, hogy őt meg harapják.

Sem sár, sem viz, sem eb ugatás, 

Oh, hatalmas Egek, hát mi más

Rágolmazó nyelv irigysége,

Igy let rigi szerelmük vige.
Valójában viszont több tucat toborzó ének keletkezett, minden vármegye vagy helység inszurgenseinek saját verbunkosa volt, például az esztergomi felkelők 1797-ben keletkezett dala ez volt:
Dob Szó hallik, már hajnallik, havitéz aluszol, sörkeny fel,

maradás nintsen, aszó intsen, aranyat talál, ki reggel jár,

Hajadat fonnyad, reklidet vonnyad szaporán, készen lészen, ki korán tészen tisztességet,

frisséget, épséget vészen időre!

Ki tekéntt, s vigyáz előre.

## Jogi háttere
A nemesi felkelésre vonatkozó különösen említendő törvényeink: az 1454. évi IV., 1481. évi IV., 1492. évi XIX., 1498. évi XVII., 1523. évi XLI., 1542. évi XLII., 1553. évi, 1554. évi X., 1556. évi XXII., 1557. évi II., 1574. évi XI., 1578. évi X., 1659. évi XXVIII., 1741. évi LXIII., 1805. évi I., 1808. évi II, III és XI. törvénycikkek.